# Грушко Валерій Сергійович
Валерій Сергійович Грушко (26 липня 1960, м. Тернопіль, Україна — 17 жовтня 2020, там само) — український лікар, науковець. Кандидат медичних наук (1990), доцент (1997).

## Життєпис
Валерій Грушко народився 26 липня 1960 року в місті Тернопіль. Закінчив Тернопільську середню школу № 1 ім. Івана Франка (1977, нині українська гімназія), Тернопільський державний медичний інститут (1983, нині національний університет),  аспірантуру по кардіології в Київському медичному інституті. У 1990 року захистив кандидатську дисертацію за двома спеціальностями: кардіологія і фармакологія.
Працював:
- кардіологом, начмедом в Чуднівській і Дзержинській ЦРЛ на Житомирщині (1983—1986);
- в Тернопільському національному педагогічному університеті університету імені Володимира Гнатюка на кафедрі здоров’я людини, фізичної реабілітації і безпеки життєдіяльності (1990—2020).

Помер 17 жовтня 2020 року.

## Доробок
Сфера наукових інтересів: валеологія, гендерні аспекти здорового способу життя, психологія здоров’я.
У 1999 році отримав відзнаку Академії педагогічних наук України за пропаганду культури здоров’я і здорового способу життя, практичну реалізацію науково-методичного забезпечення валеологічної освіти та виховання в Україні.
Автор: 90 публікацій, в тому числі  9 посібників:
- «Основи здорового способу життя»,
- «Психовалеологія»,
- «Психологічні аспекти фізичної реабілітації»,
- «Акцентуації характеру. Хрестоматія»,
- «Психофізіологія»,
- «Фармакологічна реабілітація в спорті»,
- «Культура здоров'я особистості. Курс лекцій»,
- «Здоров’я людини та основи здорового способу життя (посібник для вищих навчальних закладів)»,
- «Основи медичних знань та долікарської допомоги (посібник для вищих навчальних закладів)».